# オリンピックのレスリング競技・日本人メダリスト一覧
オリンピックのレスリング競技・日本人メダリスト一覧（オリンピックのレスリングきょうぎ・にほんじんメダリストいちらん）は、夏季オリンピックにおいて日本代表として参加してレスリング競技においてメダルを取得した選手の一覧。
男子は日本がオリンピックに復帰したヘルシンキ大会以降ボイコットしたモスクワ大会をのぞき、また女子はオリンピックに競技採用されたアテネ大会以降、それぞれ全ての大会でメダルを獲得している。
2024年現在 金メダル45個、銀メダル23個、銅メダル19個、計87個である。

## 男子
| 選手名     | 大会                               | 種目                      | メダルの種類 |
| ---------- | ---------------------------------- | ------------------------- | ------------ |
| 内藤克俊   | 1924年パリオリンピック             | フリー フェザー級         | 銅メダル     |
| 石井庄八   | 1952年ヘルシンキオリンピック       | フリー バンタム級         | 金メダル     |
| 北野祐秀   | 1952年ヘルシンキオリンピック       | フリー フライ級           | 銀メダル     |
| 池田三男   | 1956年メルボルンオリンピック       | フリー ウェルター級       | 金メダル     |
| 笹原正三   | 1956年メルボルンオリンピック       | フリー フェザー級         | 金メダル     |
| 笠原茂     | 1956年メルボルンオリンピック       | フリー ライト級           | 銀メダル     |
| 松原正之   | 1960年ローマオリンピック           | フリー フライ級           | 銀メダル     |
| 吉田義勝   | 1964年東京オリンピック             | フリー フライ級           | 金メダル     |
| 渡辺長武   | 1964年東京オリンピック             | フリー フェザー級         | 金メダル     |
| 上武洋次郎 | 1964年東京オリンピック             | フリー バンタム級         | 金メダル     |
| 市口政光   | 1964年東京オリンピック             | グレコローマン バンタム級 | 金メダル     |
| 花原勉     | 1964年東京オリンピック             | グレコローマン フライ級   | 金メダル     |
| 堀内岩雄   | 1964年東京オリンピック             | フリー ライト級           | 銅メダル     |
| 中田茂男   | 1968年メキシコシティーオリンピック | フリー フライ級           | 金メダル     |
| 上武洋次郎 | 1968年メキシコシティーオリンピック | フリー バンタム級         | 金メダル     |
| 金子正明   | 1968年メキシコシティーオリンピック | フリー フェザー級         | 金メダル     |
| 宗村宗二   | 1968年メキシコシティーオリンピック | グレコローマン ライト級   | 金メダル     |
| 藤本英男   | 1968年メキシコシティーオリンピック | グレコローマン フェザー級 | 銀メダル     |
| 柳田英明   | 1972年ミュンヘンオリンピック       | フリー 57キロ級           | 金メダル     |
| 加藤喜代美 | 1972年ミュンヘンオリンピック       | フリー 52キロ級           | 金メダル     |
| 和田喜久夫 | 1972年ミュンヘンオリンピック       | フリー 68キロ級           | 銀メダル     |
| 平山紘一郎 | 1972年ミュンヘンオリンピック       | グレコローマン 52キロ級   | 銀メダル     |
| 高田裕司   | 1976年モントリオールオリンピック   | フリー 52キロ級           | 金メダル     |
| 伊達治一郎 | 1976年モントリオールオリンピック   | フリー 74キロ級           | 金メダル     |
| 工藤章     | 1976年モントリオールオリンピック   | フリー 48キロ級           | 銅メダル     |
| 荒井政雄   | 1976年モントリオールオリンピック   | フリー 57キロ級           | 銅メダル     |
| 菅原弥三郎 | 1976年モントリオールオリンピック   | フリー 68キロ級           | 銅メダル     |
| 平山紘一郎 | 1976年モントリオールオリンピック   | グレコローマン 52キロ級   | 銅メダル     |
| 宮原厚次   | 1984年ロサンゼルスオリンピック     | グレコローマン 52キロ級   | 金メダル     |
| 富山英明   | 1984年ロサンゼルスオリンピック     | フリー 57キロ級           | 金メダル     |
| 江藤正基   | 1984年ロサンゼルスオリンピック     | グレコローマン 57キロ級   | 銀メダル     |
| 入江隆     | 1984年ロサンゼルスオリンピック     | フリー 48キロ級           | 銀メダル     |
| 赤石光生   | 1984年ロサンゼルスオリンピック     | フリー 62キロ級           | 銀メダル     |
| 長島偉之   | 1984年ロサンゼルスオリンピック     | フリー 82キロ級           | 銀メダル     |
| 太田章     | 1984年ロサンゼルスオリンピック     | フリー 90キロ級           | 銀メダル     |
| 斎藤育造   | 1984年ロサンゼルスオリンピック     | グレコローマン 48キロ級   | 銅メダル     |
| 高田裕司   | 1984年ロサンゼルスオリンピック     | フリー 52キロ級           | 銅メダル     |
| 小林孝至   | 1988年ソウルオリンピック           | フリー 48キロ級           | 金メダル     |
| 佐藤満     | 1988年ソウルオリンピック           | フリー 52キロ級           | 金メダル     |
| 宮原厚次   | 1988年ソウルオリンピック           | グレコローマン 52キロ級   | 銀メダル     |
| 太田章     | 1988年ソウルオリンピック           | フリー 90キロ級           | 銀メダル     |
| 赤石光生   | 1992年バルセロナオリンピック       | フリー 68キロ級           | 銅メダル     |
| 太田拓弥   | 1996年アトランタオリンピック       | フリー 74キロ級           | 銅メダル     |
| 永田克彦   | 2000年シドニーオリンピック         | グレコローマン 69キロ級   | 銀メダル     |
| 田南部力   | 2004年アテネオリンピック           | 男子フリー 55キロ級       | 銅メダル     |
| 井上謙二   | 2004年アテネオリンピック           | 男子フリー 60キロ級       | 銅メダル     |
| 松永共広   | 2008年北京オリンピック             | 男子フリー 55キロ級       | 銀メダル     |
| 湯元健一   | 2008年北京オリンピック             | 男子フリー 60キロ級       | 銀メダル     |
| 松本隆太郎 | 2012年ロンドンオリンピック         | グレコローマン 60キロ級   | 銅メダル     |
| 湯元進一   | 2012年ロンドンオリンピック         | 男子フリー 55キロ級       | 銅メダル     |
| 米満達弘   | 2012年ロンドンオリンピック         | 男子フリー 66キロ級       | 金メダル     |
| 樋口黎     | 2016年リオデジャネイロオリンピック | 男子フリー 57キロ級       | 銀メダル     |
| 太田忍     | 2016年リオデジャネイロオリンピック | グレコローマン 59キロ級   | 銀メダル     |
| 文田健一郎 | 2021年東京オリンピック             | グレコローマン 60キロ級   | 銀メダル     |
| 屋比久翔平 | 2021年東京オリンピック             | グレコローマン 77キロ級   | 銅メダル     |
| 乙黒拓斗   | 2021年東京オリンピック             | 男子フリー 65キロ級       | 金メダル     |
| 文田健一郎 | 2024年パリオリンピック             | グレコローマン 60キロ級   | 金メダル     |
| 日下尚     | 2024年パリオリンピック             | グレコローマン 77キロ級   | 金メダル     |
| 樋口黎     | 2024年パリオリンピック             | 男子フリー 57キロ級       | 金メダル     |
| 高谷大地   | 2024年パリオリンピック             | 男子フリー 74キロ級       | 銀メダル     |
| 清岡幸大郎 | 2024年パリオリンピック             | 男子フリー 65キロ級       | 金メダル     |

## 女子
| 選手名     | 大会                                 | 種目                | メダルの種類 |
| ---------- | ------------------------------------ | ------------------- | ------------ |
| 伊調千春   | 2004年アテネオリンピック             | 女子フリー 48キロ級 | 銀メダル     |
| 吉田沙保里 | 2004年アテネオリンピック             | 女子フリー 55キロ級 | 金メダル     |
| 伊調馨     | 2004年アテネオリンピック             | 女子フリー 63キロ級 | 金メダル     |
| 浜口京子   | 2004年アテネオリンピック             | 女子フリー 72キロ級 | 銅メダル     |
| 伊調千春   | 2008年北京オリンピック               | 女子フリー 48キロ級 | 銀メダル     |
| 吉田沙保里 | 2008年北京オリンピック               | 女子フリー 55キロ級 | 金メダル     |
| 伊調馨     | 2008年北京オリンピック               | 女子フリー 63キロ級 | 金メダル     |
| 浜口京子   | 2008年北京オリンピック               | 女子フリー 72キロ級 | 銅メダル     |
| 小原日登美 | 2012年ロンドンオリンピック           | 女子フリー 48キロ級 | 金メダル     |
| 吉田沙保里 | 2012年ロンドンオリンピック           | 女子フリー 55キロ級 | 金メダル     |
| 伊調馨     | 2012年ロンドンオリンピック           | 女子フリー 63キロ級 | 金メダル     |
| 登坂絵莉   | 2016年リオデジャネイロオリンピック   | 女子フリー 48キロ級 | 金メダル     |
| 伊調馨     | 2016年リオデジャネイロオリンピック   | 女子フリー 58キロ級 | 金メダル     |
| 土性沙羅   | 2016年リオデジャネイロオリンピック   | 女子フリー 69キロ級 | 金メダル     |
| 川井梨紗子 | 2016年リオデジャネイロオリンピック   | 女子フリー 63キロ級 | 金メダル     |
| 吉田沙保里 | 2016年リオデジャネイロオリンピック   | 女子フリー 53キロ級 | 銀メダル     |
| 川井友香子 | 2020年東京オリンピック（2021年開催） | 女子フリー 62キロ級 | 金メダル     |
| 川井梨紗子 | 2020年東京オリンピック（2021年開催） | 女子フリー 57キロ級 | 金メダル     |
| 向田真優   | 2020年東京オリンピック（2021年開催） | 女子フリー 53キロ級 | 金メダル     |
| 須崎優衣   | 2020年東京オリンピック（2021年開催） | 女子フリー 50キロ級 | 金メダル     |
| 尾﨑野乃香 | 2024年パリオリンピック               | 女子フリー 68キロ級 | 銅メダル     |
| 須崎優衣   | 2024年パリオリンピック               | 女子フリー 50キロ級 | 銅メダル     |
| 藤波朱理   | 2024年パリオリンピック               | 女子フリー 53キロ級 | 金メダル     |
| 櫻井つぐみ | 2024年パリオリンピック               | 女子フリー 57キロ級 | 金メダル     |
| 元木咲良   | 2024年パリオリンピック               | 女子フリー 62キロ級 | 金メダル     |
| 鏡優翔     | 2024年パリオリンピック               | 女子フリー 78キロ級 | 金メダル     |